# 歴山 (潜水艦母艇)
歴山（れきざん）は日本海軍の潜水艦母艇。
艦名はアレキサンダーの当て字となる「歴山」（または亜歴山とも）による。
元はロシア捕鯨用貨物船「アレキサンドル」、260総トン。日露戦争開戦により1904年（明治37年）2月10日に捕獲、7月10日に汽船「歴山丸」と命名、翌年に拿捕の抗議が棄却され7月4日に雑役船（潜水艇母船）となった。1910年（明治43年）の第六潜水艇の遭難時には母船として監視に当たっており、遭難後は「豊橋」「硯海丸」と共にその救助に従事した。1920年（大正9年）7月1日に特務艇（潜水艦母艇）に編入し「歴山」と改名。1927年（昭和2年）11月1日に除籍、翌年4月23日廃船、1929年（昭和4年）1月12日に売却された。